# Mont Tonnerre
Pour les articles homonymes, voir Mont Tonnerre (homonymie).
 (décembre 2023).
Si vous disposez d'ouvrages ou d'articles de référence ou si vous connaissez des sites web de qualité traitant du thème abordé ici, merci de compléter l'article en donnant les références utiles à sa vérifiabilité et en les liant à la section « Notes et références ».
Le mont Tonnerre (en allemand Donnersberg, en latin Mons Iovis) est le plus haut sommet de la région allemande du Palatinat. La montagne se trouve entre les villes de Rockenhausen et de Kirchheimbolanden, dans l'arrondissement du Mont-Tonnerre, ce dernier nommé d'après la montagne. L'autoroute A63 longe le bord sud du mont Tonnerre. Le sentier de randonnée européen E8 traverse la montagne.

## Toponymie
Le nom allemand Donnersberg pourrait faire référence à Donar (c'est-à-dire Thor), le dieu germanique du tonnerre. Cette théorie est appuyée par le fait que les Romains surnommaient le mont Tonnerre Mons Iovis, littéralement le « mont de Jupiter », d'après leur dieu du tonnerre, Jupiter. Selon d'autres théories, le nom de la montagne est dérivé du celtique dunum qui signifie « montagne » ou du nom d'une divinité celte, Taranis.

## Géographie
Le point le plus élevé du mont-Tonnerre est le rocher Königstuhl (« siège du roi ») à 687 mètres d'altitude. La montagne a un diamètre d'environ sept kilomètres et couvre une superficie de près de 2 400 hectares. Le mont Tonnerre a été formé par l'activité volcanique au cours du Permien, dans la période de transition entre les strates inférieure et supérieure du Rotliegend.

## Histoire
Au cours de la période celtique de La Tène, vers 150 avant Jésus-Christ, une importante colonie (oppidum) fut construite sur le mont Tonnerre, couvrant près de 240 hectares. Une partie de la muraille (Keltenwall) entourant ce lieu a été reconstruite, et des fouilles archéologiques sont en cours.
Au Moyen Âge, du fait de la situation stratégique de cette montagne, elle était entourée de cinq châteaux aujourd'hui en ruines : Tannenfels, Wildenstein, Hohenfels, Falkenstein et Ruppertsecken.
Le mont Tonnerre donna son nom au département du Mont-Tonnerre créé le 23 janvier 1798.
Environ 900 mètres à l'est du rocher Königstuhl, une tour de 27 mètres de haut fut construite en 1864-1865, le Ludwigsturm. Après la Seconde Guerre mondiale, un mât radio a été placé sur le mont Tonnerre pour la plus grande station de radio américaine en Europe occidentale. Au début des années 1960, une nouvelle tour de communication, dépassant 200 mètres, a été construite.
Le Donnersbergbahn (de) est une ligne de chemin de fer qui va d'Alzey à Kirchheimbolanden. La ligne d'origine allait encore plus loin, jusqu'à Marnheim, mais le 20 mars 1945, le pont de chemin de fer Pfrimmtalviadukt entre Kirchheimbolanden et Marnheim fut détruit par les troupes allemandes en retraite et n'a pas été reconstruit depuis.